# Lignereuil
Lignereuil és un municipi francès situat al departament del Pas de Calais i a la regió dels Alts de França. L'any 2007 tenia 130 habitants.

## Demografia

### Població
El 2007 la població de fet de Lignereuil era de 130 persones. Hi havia 45 famílies de les quals 4 eren unipersonals (4 homes vivint sols), 22 parelles sense fills, 15 parelles amb fills i 4 famílies monoparentals amb fills.
La població ha evolucionat segons el següent gràfic:
Habitants censats

### Habitatges
El 2007 hi havia 57 habitatges, 48 eren l'habitatge principal de la família i 9 eren segones residències. Tots els 57 habitatges eren cases. Dels 48 habitatges principals, 46 estaven ocupats pels seus propietaris i 3 estaven llogats i ocupats pels llogaters; 1 tenia dues cambres, 4 en tenien tres, 5 en tenien quatre i 38 en tenien cinc o més. 37 habitatges disposaven pel capbaix d'una plaça de pàrquing. A 16 habitatges hi havia un automòbil i a 27 n'hi havia dos o més.

### Piràmide de població
La piràmide de població per edats i sexe el 2009 era:
| Homes | Edats   | Dones |
| ----- | ------- | ----- |
| 0     | 95 o +  | 0     |
| 0     | 90 a 94 | 0     |
| 0     | 85 a 89 | 0     |
| 4     | 80 a 84 | 0     |
| 8     | 75 a 79 | 8     |
| 0     | 70 a 74 | 0     |
| 0     | 65 a 69 | 4     |
| 8     | 60 a 64 | 0     |
| 0     | 55 a 59 | 4     |
| 8     | 50 a 54 | 8     |
| 4     | 45 a 49 | 4     |
| 4     | 40 a 44 | 8     |
| 0     | 35 a 39 | 4     |
| 0     | 30 a 34 | 0     |
| 8     | 25 a 29 | 0     |
| 4     | 20 a 24 | 8     |
| 4     | 15 a 19 | 4     |
| 12    | 10 a 14 | 0     |
| 0     | 5 a 9   | 0     |
| 0     | 0 a 4   | 4     |

## Economia
El 2007 la població en edat de treballar era de 77 persones, 59 eren actives i 18 eren inactives. De les 59 persones actives 57 estaven ocupades (30 homes i 27 dones) i 2 estaven aturades (2 dones i 2 dones). De les 18 persones inactives 11 estaven jubilades, 3 estaven estudiant i 4 estaven classificades com a «altres inactius».
Activitats econòmiques
L'any 2000 a Lignereuil hi havia 6 explotacions agrícoles que ocupaven un total de 366 hectàrees.

## Poblacions més properes
El següent diagrama mostra les poblacions més properes.